# 이유진 (1975년)
이유진(李侑珍, 1975년 7월 9일 ~ )은 대한민국의 환경운동가이자 정치인이다.

## 경력
서울시원전하나줄이기 실행위원과 녹색연합 녹색에너지디자인팀 팀장, 에너지기후정책연구소 연구기획위원을 지냈다. 2012년 녹색당 창당에 참여하였으며, 같은 해 4월 제19대 국회의원선거에 녹색당 비례대표 후보 1번으로 출마했으나 낙선했다. 이후 녹색당 공동정책위원장으로 활동했고, 2014년 9월 제3기 대표단 선거에 공동운영위원장으로 출마하여 당선되었다. 2016년 4월, 제20대 총선에 녹색당 동작구 갑 후보로 출마하여 5위로 낙선했다.

## 저서
- 《동네에너지가 희망이다》, 이매진, 2008년 1월
- 《기후변화 이야기》, 살림, 2010년 3월
- 《태양과 바람을 경작하다》, 이후, 2010년 10월
- 《'녹색'하라》, 텍스트, 2016년 1월
- 《전환도시》, 한울(한울아카데미), 2013년 11월
- 《숨통이 트인다》, 황윤, 하승수, 한재각, 이계삼, 이유진, 장서연, 구자상, 신지예, 김은희, 남우근, 김주온 (공저), 포도밭출판사, 2015년 12월
- 《원전 하나 줄이기》, 서울연구원, 2016년 11월

## 역대 선거 결과
|  | 0.48% |

|  | 0.55% |

|  | 3.05% |

## 참고 자료
- Daum 인물정보

| 전임 이현주·하승수 | 제3대 녹색당 공동운영위원장 2014년 10월 ~ 2016년 9월 | 후임 김주온·최혁봉 |